# Лапшина, Кристина Викторовна
Кристина Викторовна Лапшина (род. 9 декабря 1990, Омск, Омская область, РСФСР, СССР) — российская актриса театра и кино.

## Биография
Кристина Лапшина родилась в 1990 году в Омске. В 2012 году окончила факультет культуры и искусств ОмГУ, играла в одном из пермских театров и в «Пятом театре» в Омске. С 2015 года состоит в труппе Омского академического театра драмы. В 2018 году на V театральном фестивале-конкурсе «Ново-Сибирский транзит» получила приз «Надежда сцены» за роль Сашеньки в спектакле «Искупление» по роману Фридриха Горенштейна. В 2021 году номинировалась на Национальную театральную премию «Золотая маска» за роль Сони в спектакле по «Дяде Ване» Антона Чехова. Эта же работа актрисы была удостоена награды VI театрального фестиваля-конкурса «Ново-Сибирский транзит» в номинации «Лучшая женская роль второго плана». В качестве режиссёра Лапшина поставила спектакль «Друзья».
В 2023 году на экраны вышел фильм Алексея Германа-младшего «Воздух», в котором Лапшина сыграла одну из трёх главных ролей. Генеральный продюсер картины Константин Эрнст в связи с этим констатировал в одном из интервью, что «очень многие роли — это дебюты. Допустим, Кристина Лапшина, которая играет одну из основных ролей в этом фильме. Мы ее нашли в Омске, она никогда не снималась в кино и не думала, что будет сниматься в кино…». В январе 2024 года, на российской премьере «Воздуха» в московском кинотеатре «Октябрь», Лапшина представила фильм вместе с Эрнстом, Сергеем Безруковым, Анастасией Талызиной.